# Snekkersten Idrætsforening
Snekkersten Idrætsforening (forkortet Snekkersten IF) er en fodboldklub i Snekkersten i Nordsjælland. Klubben spiller i Sjællandsserien.